# Kusapín (distrito)

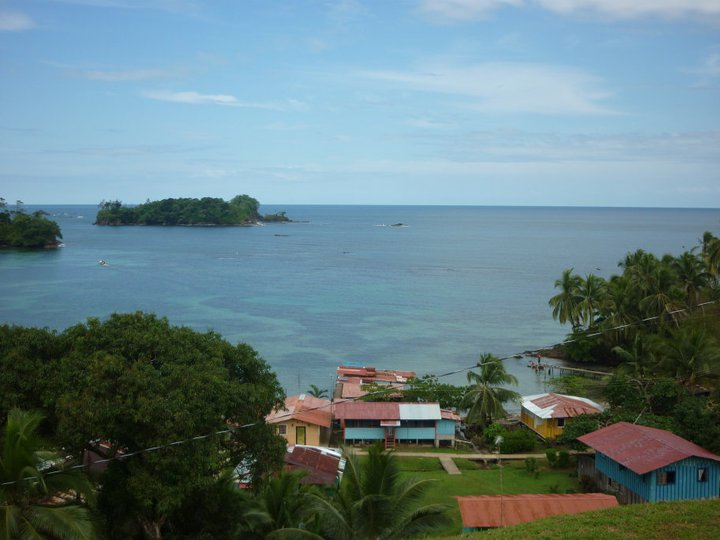
Vista a partir da costa de Kusapin

Kusapín é um distrito da comarca de Ngöbe-Buglé, Panamá. Possui uma área de 1.693,30 km² e uma população de 14.691 habitantes (censo 2000), perfazendo uma densidade demográfica de 8,68 hab./km². Sua capital é a cidade de Kusapín.